# Llista Patriòtica Ishtar
La Llista Patriòtica Ishtar (àrab: قائمة عشتار الوطنية, Qāʾimat ʿIxtār al-Waṭaniyya) és una coalició electoral assíria que va participar en les eleccions de governadors de l'Iraq del 2009. Estava inspirada pel ministre del govern kurd Sarkis Aghajan Mamendo (cap del CSAP) i formada pels següents partits:
- Consell Popular Caldeu-Siríac-Assiri (CSAPC)
- Partit Democràtic de Bet Nahrain (BNDP)
- Congrés Nacional Caldeu (CNC)
- Unió Patriòtica de Beth-Nahrain (PUBN)
- Moviment Independent de Trobada Al-Suryan (SIGM)
- Assemblea Cultural Caldea
- Notables de Qaraqosh

Aquesta llista va aconseguir dos diputats de governació: a Niniveh Saad Tanios Jaji del SIGM i a Bagdad Gewargis Isho Sada del BNDP. A Bàssora es va retirar i va donar suport a la llista separada del Congrés Nacional Caldeu (CNC) però per dues dotzenes de vots va guanyar el Partit d'Unió Democràtica Caldeu (CDUP).
En les eleccions regionals del Kurdistan del 25 de juliol del 2009 el Consell Popular Caldeu-Siríac-Assiri es va presentar en llista única amb el seu nom, sembla que amb suport del govern regional del Kurdistan. El BNDP, PUBN i SIGM no van participar i el CNC es va aliar al CDUP. La llista del CSAP va obtenir el 53% (quasi el doble que la llista Rafidain del Moviment Democràtic Assiri amb el 28%) i tres escons (Thair Abdahad Ogostin, Susan Yousif Khoshaba i Amer Jajo Yousif).
A les eleccions parlamentàries iraquianes del 2010 el CSAPC va presentar llista separada, i la llista Patriòtica Ishtar va canviar el nom a Llista Democràtica Ishtar formada per:
- Partit Democràtic de Bet Nahrain (BNDP)
- Partit Patriòtic Assiri
- Fòrum Democràtic Caldeu

No va aconseguir cap escó (en canvi el CSAPC en va obtenir dos).